# Maurice Ravel
Joseph Maurice Ravel (n. 7 martie 1875, Ciboure, Aquitaine, Franța – d. 28 decembrie 1937, Paris, Île-de-France, Franța) a fost un compozitor francez impresionist, celebru mai ales datorită muzicii de balet pentru orchestră în Do major Boléro, compusă în 1928, una din ultimele piese compuse înainte ca boala să-l condamne la tăcere perpetuă.

## Biografie
S-a născut într-o familie înstărită, tatăl inginer și inventator, mama de origine bască. Părinții apreciind creația muzicală cultă, s-au mutat la Paris, unde încă de la vârsta de șase ani copilul a luat lecții de pian.    
A fost admis la Conservatorul din Paris la vârsta de 14 ani.
La începutul secolului al XX personalitatea puternică a dirijorului și compozitorului M. Ravel s-a impus în lumea muzicală prin interpretări artistice și prin noutatea lucrărilor sale muzicale cu rafinate sonorități impresioniste și un pronunțat colorit folcloric. Pianist remarcabil dedică primele sale lucrări acestui instrument: menuet antic, habanera, pavană pentru o infantă moartă: dovedind o înclinație deosebită pentru dans; de la dansul din epoca barocului pană la cel modern: vals, foxtrot dar și pentru blues. Ravel reînvie spiritul clasic francez în sonatină pentru pian și în suita preclasică Mormântul lui Couperin.
A scris 2 importante cicluri pentru pian: Oglinzi și Suita Gaspard al nopții. În muzica dramatică a scris o operă bufă într-un act "Ora spaniolă". După modelul lui Schubert a compus 8 valsuri nobile și sentimentale, transformate mai târziu în baletul ADELAIDA sau Limbajul Florilor. Mai compune suita pentru voce și orchestră SHEHEREZADA, rapsodia spaniolă.
Cea mai populară creație a sa simfonică este BOLEROUL - conceput pe un ritm obstinat care persistă pană la sfârșitul lucrării. Ravel expune la flaut o amplă melodie alcătuită din 2 perioade muzicale după care reluând mereu aceeași linie melodică îi suprapune succesiv câte un instrument la cvartă și octavă. Rezultatul este persistența accentelor melodiei care la fiecare reluare modificându-se efectul timbral, crește ca intensitate. Sedus de muzica orientală compune pentru voce și pian diferite melodii incluse în cicluri: * 5 melodii grecești, * 2 melodii ebraice, * 3 cântece din Madagascar ,* 3 cântece ale lui Don Quijote, *7 cântece populare, * ciclul de lieduri Istoriile Naturale.
Ravel a lăsat posterității lucrări în genul muzicii de cameră: 
- Trio în la minor,
- Cvartetul de coarde în Fa major ,
- Sonata pentru vioară și pian,
- Sonata pentru vioară și violoncel,
- Sonata pentru vioară și orchestra
- Rapsodia - TZIGANE - de o mare dificultate tehnică cu un caracter strălucitor.

A compus concerte instrumentale: 
- Pian și Orchestră în Re major pentru mâna stângă.
- Pian și orchestră în Sol major. Marea sa varietate ritmică izvorăște din diferite surse folclorice și din particularitățile dansurilor care l-au inspirat; de la vechea pavană până la ritmurile moderne.

Armonia sa tonală cu structuri modale, dinamica și agogica tonală, diversitatea combinațiilor tonale conferă muzicii sale pregnanță și originalitate astfel încât alături de Claude Debussy, Ravel contribuie la dezvoltarea limbajului muzical modern din prima jumătate a secolului XX.

### Pian
- 1893 : Sérénade grotesque (Serenadă grotescă)
- 1895 : Menuet antique[18]
- 1899 : Pavane pour une infante défunte (Pavană pentru o infantă moartă)
- 1901 : Jeux d'eau (Jocuri de apă)
- 1905 : Sonatine (Sonatina în fa diez minor)
- 1905 : Miroirs (Oglinzi)
- 1908 : Gaspard de la nuit (Gaspard al nopții)
- 1908 : Ma Mère l'Oye (Mamă mea gâscă)
- 1911 : Valses nobles et sentimentales (Valsurile nobile și sentimentale)
- 1917 : Le Tombeau de Couperin (Mormântul lui Couperin)

### Orchestră
- 1907 : Rapsodie espagnole (Rapsodia spaniolă)
- 1920 : La Valse (Valsul)
- 1924 : Tzigane
- 1928 : Bolero (Boleroul)
- 1930 : Concerto pour la main gauche (Concertul pentru mâna stângă)
- 1931 : Concertul în sol major

### Muzică de cameră
- 1902 : Cvartetul de coarde în fa major
- 1906 : Introducere și alegro pentru harpa
- 1914 : Trio pentru pian, vioară și violoncel
- 1922 : Sonate pentru vioară și violoncel
- 1924 : Tzigane, pentru vioară și pian
- 1927 : Sonate pentru vioară și pian

### Cântec
- 1903 : Shéhérazade
- 1906 : Histoires naturelles
- 1913 : Trois poèmes de Mallarmé
- 1914 : Mélodies hébraïques
- 1922 : Chansons madécasses
- 1932 : Don Quichotte à Dulcinée

### Balete
- 1909-1912 : Daphnis și Chloe (Daphnis et Chloé)
- 1928 : Bolero
- 1929 : Valsul

### Cantate
- 1901 : Myrrha
- 1902 : Alcyone
- 1903 : Alyssa

### Opere
- 1907-1911 : Ora spaniolă (L'Heure espagnole)
- 1919-1925 : Copilul și vrăjitoriile (L'Enfant et les Sortilèges)